# Passo di Lucendro

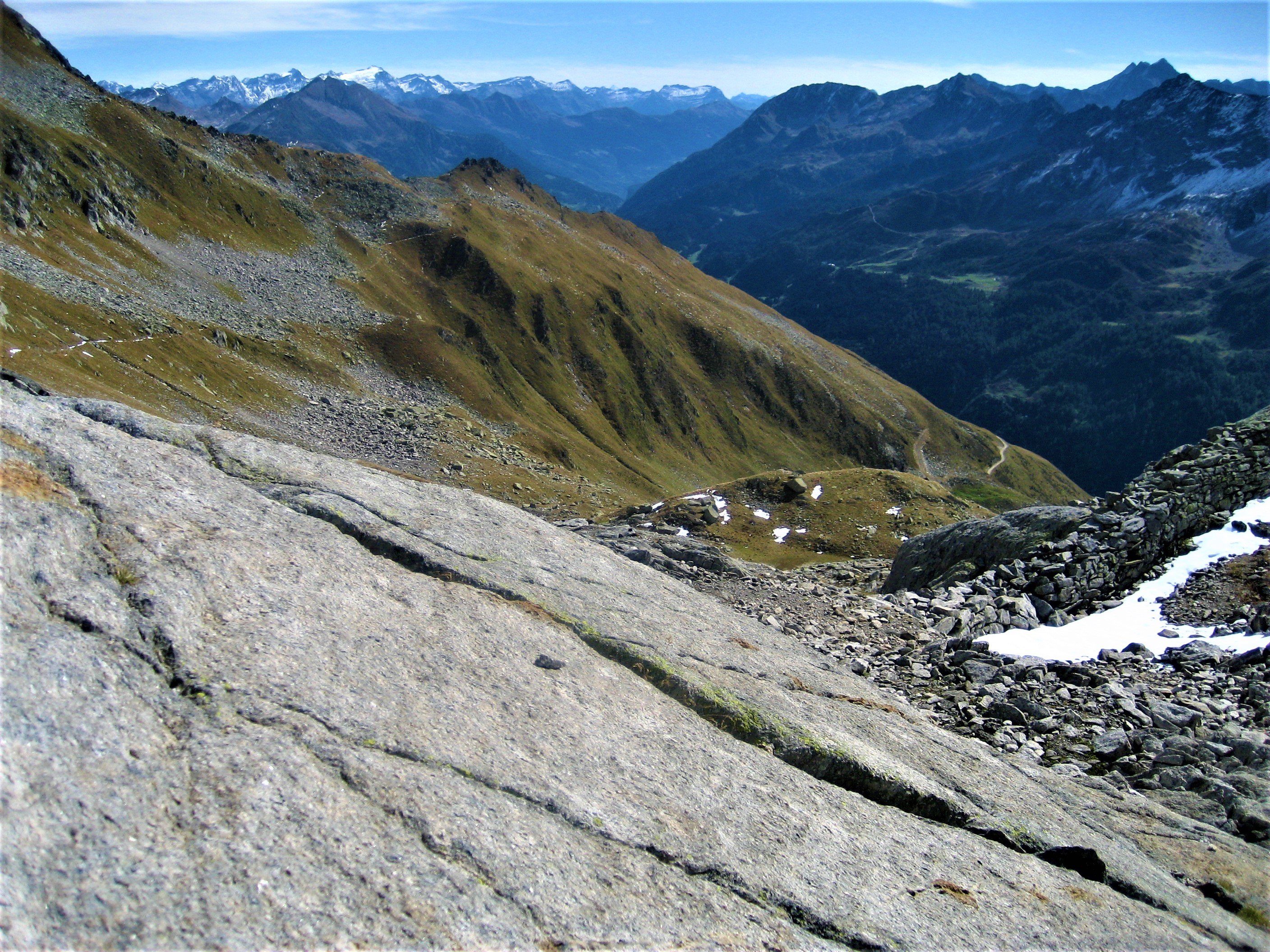
Blick ins Bedrettotal und in die Leventina

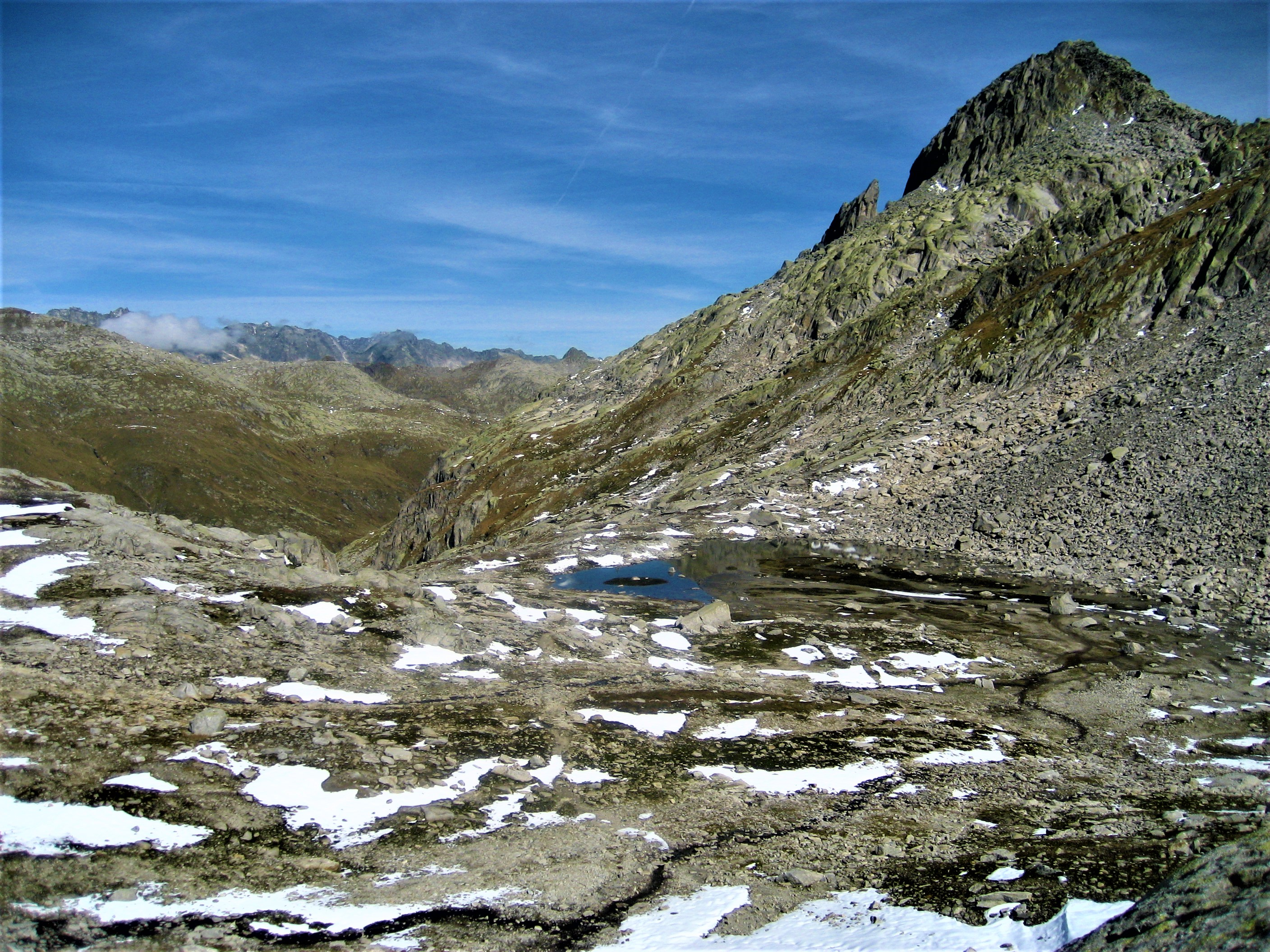
Auf der Passhöhe (September 2011)

Der Passo di Lucendro ist ein Gebirgsübergang im Gotthardmassiv.
Er liegt in einer Höhe von 2529 m ü. M. zwischen dem Pizzo Lucendro im Westen und der Fibbia im Osten und verbindet die Lucendroalp im Norden mit dem Bedrettotal im Süden.